# DeCSS
DeCSSは、DVD-Videoのアクセスコントロール技術 (Content Scramble System) を解除するプログラムである。
これまでLinuxでは商用DVDを視聴する方法が一切無かったが、当時10代だったヨン・レック・ヨハンセンはLinuxでのDVD閲覧をする為に、本来暗号化されるべきCSS解除アルゴリズムがそのまま実装されていたDVDソフトウェアプレイヤーを解析し、その成果としてDeCSSを1999年に公開した。
DeCSSによってDVDの複製も可能になってしまう為、MPAA等から作者が提訴されたが完全に無罪となっている。また、CSSを管理するDVD CCAも訴えを取り下げている。アメリカでは一時裁判所命令によってDeCSSのコードの公開が禁じられていたが、言論の自由に抵触するとしてこの命令は撤回された。
現在ではこの技術はCSS解除のライブラリとしてGPLのフリーソフトウェア"libdvdcss"となっており、多くのメディアプレーヤーに組み込まれ、Linux・FreeBSD・Solaris・BeOSなどの商用ソフトウェアが少ないOSでのDVD-Video再生にはほぼ必ず利用されている。また、Windows XP以前も標準ではDVD再生機能を持たなかったために、libdvdcssを使ったプレーヤが使われることが多い。
なお、同様にアルゴリズムが漏れて第三者が利用し広まったものの例としては、RC4がある。RC4はその後、開発元のRSAセキュリティとは無関係にHTTPSに使われているSSLや無線LANに使われているWEPなどに使われることとなった。
なお、日本では、2012年6月20日に、DVDなどに用いられる「CSS」などの暗号型技術を、著作権法上の対象となる「技術的保護手段」に追加するDVDのリッピングの違法化を盛り込んだ著作権改正法案が可決されている。これに伴い、CSS等の保護技術を回避してのDVDのリッピングは私的複製の対象外となり違法行為となる（ただし、CSS等の保護技術が使われていないDVDのリッピングについては、改正後も従来と変わりはない）。CSSを回避するプログラム・装置を提供することについても規制され、刑罰の対象となる。